# 15617 Фолловфілд
15617 Фолловфілд  (15617 Fallowfield) — астероїд головного поясу, відкритий 27 квітня 2000 року.
Тіссеранів параметр щодо Юпітера — 3,584.